# Gravmark
Gravmark is een plaats in de gemeente Umeå in het landschap Västerbotten en de provincie Västerbottens län in Zweden. De plaats heeft 67 inwoners (2005) en een oppervlakte van 20 hectare. De plaats ligt gedeeltelijk op een schiereiland, dat wordt omsloten door de rivieren Gravån en Sävarån.